# Millanoviq
Millanoviq / Milanović (cyr. Милановић) – wieś w Kosowie, w regionie Prizren, w gminie Malishevë/Mališevo. W 2011 roku liczyła 1281 mieszkańców. 